# Colón (provins)

Provinsens läge i Panama.

Provinsen Colón (Provincia de Colón) är en av Panamas 9 provinser.

## Geografi
Colón har en yta på cirka 4 868 km² med cirka 232 700 invånare. Befolkningstätheten är 48 invånare/km².
Huvudorten är Colón med cirka 70 000 invånare.

## Förvaltning
Provinsen förvaltas av en Gobernador (guvernör), ISO 3166-2-koden är "PA-03".
Colón är underdelad i 5 distritos (distrikt) och 40 corregimientos (division):
- Colón: 1 475 km² med

Barrio Norte, Barrio Sur, Buena Vista, Cativá, Ciricito, Cristóbal, Escobal, Limón, Nueva Providencia, Puerto Pilón, Sabanitas, Salamanca, San Juan, Santa Rosa
- Chagres: 445 km² med

Nuevo Chagres, Achiote, El Guabo, La Encantada, Palmas Bellas, Piña, Salud
- Donoso: 1 827 km² med

Miguel de la Borda, Coclé del Norte, El Guásimo, Gobea, Río Indio, San José del General
- Portobelo: 394 km² med

Portobelo, Cacique, Garrote, Isla Grande, María Chiquita
- Santa Isabel: 726 km² med

Palenque, Cuango, Miramar, Nombre de Dios, Palmira, Playa Chiquita, Santa Isabel, Viento Frío